# XIX Liceum Ogólnokształcące im. Marii i Jerzego Kuncewiczów w Lublinie
XIX Liceum Ogólnokształcące im. Marii i Jerzego Kuncewiczów w Lublinie – liceum ogólnokształcące w Lublinie, jego siedziba mieści się w budynku przy ulicy Ignacego Rzeckiego 10.

## Początki
XIX Liceum Ogólnokształcące rozpoczęło działalność 1 września 1991 roku w ramach Zespołu Szkół Pedagogicznych i Technicznych zlokalizowanego w Lublinie przy ulicy Krzywej 6. Bazą wyjściową XIX LO było likwidowane przez Ministerstwo Edukacji Narodowej Studium Nauczycielskie o kierunku wychowanie przedszkolne. Od 1 września 1993 roku XIX LO na mocy aktu Przekształcenia Zespołu Szkół Pedagogicznych i Technicznych weszło w skład Zespołu Szkół Ogólnokształcących Nr 5 w Lublinie, mieszczącego się przy ulicy Ignacego Rzeckiego 10.

## Współzawodnictwo sportowe – Licealiada Miasta Lublin

### Wyniki z poszczególnych lat – chłopcy
| Rok szkolny | biegi przełajowe | pływanie  | koszykówka  | siatkówka    | piłka ręczna | piłka nożna halowa | liga LA   | tenis stołowy |
| ----------- | ---------------- | --------- | ----------- | ------------ | ------------ | ------------------ | --------- | ------------- |
| 2002/03     | 6 miejsce        | 1 miejsce | 1 miejsce   | 3 miejsce    | 3 miejsce    | 5-8 miejsce        | 2 miejsce | 24-25 miejsce |
| 2003/04     | 1 miejsce        | 1 miejsce | 3 miejsce   | 3 miejsce    | 2 miejsce    | 6-10 miejsce       | 2 miejsce | 16-20 miejsce |
| 2004/05     | 1 miejsce        | 1 miejsce | 3 miejsce   | 9-16 miejsce | b.d.         | 5-8 miejsce        | 1 miejsce | 13-18 miejsce |
| 2005/06     | 2 miejsce        | 1 miejsce | 1 miejsce   | 4 miejsce    | 1 miejsce    | 7 miejsce          | 1 miejsce | 7-12 miejsce  |
| 2006/07     | 2 miejsce        | 1 miejsce | 1 miejsce   | 3 miejsce    | 4-6 miejsce  | 7-12 miejsce       | 1 miejsce | 7-8 miejsce   |
| 2007/08     | b.d.             | b.d.      | b.d.        | 1 miejsce    | b.d.         | b.d.               | b.d.      | b.d.          |
| 2008/09     | b.d.             | b.d.      | b.d.        | b.d.         | b.d.         | b.d.               | b.d.      | b.d.          |
| 2009/10     | 1 miejsce        | 1 miejsce | 5-6 miejsce | 2 miejsce    | 2 miejsce    | 4 miejsce          | 1 miejsce | 12 miejsce    |
| 2010/11     | 5 miejsce        | 1 miejsce | 1 miejsce   | 3 miejsce    | 3 miejsce    | 8-9 miejsce        | 1 miejsce | 10-12 miejsce |
| 2011/12     | 10 miejsce       | 1 miejsce | 2 miejsce   | 2 miejsce    | 3 miejsce    | 7-8 miejsce        | 1 miejsce | 13-16 miejsce |

#### Podsumowanie – chłopcy
- 23x Mistrzostwa Lublina (biegi przełajowe x3, pływanie x8, koszykówka x4, siatkówka x1, piłka ręczna x1, liga LA x6)
- 9x Wicemistrzostw Lublina (biegi przełajowe x2, koszykówka x1 siatkówka x2, piłka ręczna x2, liga LA x2)
- 9x III Miejsce (koszykówka x2, siatkówka x4, piłka ręczna x3)

### Wyniki z poszczególnych lat – dziewczęta
| Rok szkolny | biegi przełajowe | pływanie  | koszykówka  | siatkówka     | piłka ręczna  | piłka nożna halowa | liga LA   | tenis stołowy |
| ----------- | ---------------- | --------- | ----------- | ------------- | ------------- | ------------------ | --------- | ------------- |
| 2002/03     | 5 miejsce        | 2 miejsce | 4 miejsce   | 9-16 miejsce  | 1 miejsce     | 1 miejsce          | 1 miejsce | b.d.          |
| 2003/04     | 1 miejsce        | 1 miejsce | 5-8 miejsce | 5-8 miejsce   | 1 miejsce     | 5-8 miejsce        | 1 miejsce | 16-19 miejsce |
| 2004/05     | 1 miejsce        | b.d       | 5-6 miejsce | 13-18 miejsce | b.d.          | 2 miejsce          | 1 miejsce | b.d.          |
| 2005/06     | 2 miejsce        | 1 miejsce | 2 miejsce   | 24-25 miejsce | 1 miejsce     | 6-10 miejsce       | 4 miejsce | 6-10 miejsce  |
| 2006/07     | b.d.             | 1 miejsce | 3 miejsce   | b.d.          | 2 miejsce     | b.d.               | 6 miejsce | b.d.          |
| 2007/08     | b.d.             | b.d.      | b.d.        | b.d.          | b.d.          | b.d.               | b.d.      | b.d.          |
| 2008/09     | b.d.             | b.d.      | b.d.        | b.d.          | b.d.          | b.d.               | b.d.      | b.d.          |
| 2009/10     | 4 miejsce        | 2 miejsce | 7-9 miejsce | 10-12 miejsce | 10-12 miejsce | 7-9 miejsce        | 4 miejsce | 10-12 miejsce |
| 2010/11     | 12 miejsce       | 4 miejsce | 7-9 miejsce | 1 miejsce     | 7-9 miejsce   | 13-14 miejsce      | 3 miejsce | 7-9 miejsce   |
| 2011/12     | 3 miejsce        | 9 miejsce | 4 miejsce   | 7-9 miejsce   | 3 miejsce     | 12-16 miejsce      | 2 miejsce | –             |

#### Podsumowanie – dziewczęta
- 13x Mistrzostw Lublina (biegi przełajowe x2, pływanie x3, siatkówka x1. piłka ręczna x3, piłka nożna halowa x1, liga LA x3)
- 7x Wicemistrzostw Lublina (biegi przełajowe x1, pływanie x2, koszykówka x1, piłka ręczna x1, piłka nożna halowa x1, liga LA x1)
- 4x III Miejsce (biegi przełajowe x1, koszykówka x1, piłka ręczna x1, liga LA x1)

## Znani absolwenci
- Paulina Barzycka – IV miejsce na Igrzyskach Olimpijskich w Atenach w pływaniu na 200 m stylem dowolnym
- Dorota Pieńkoś – I miejsce w Mistrzostwach Pucharu Europy w łyżwiarstwie figurowym, 2002
- Agnieszka Ratyńska – I wicemiss Polski, 2007
- Michał Janczarek – mistrz świata w czwórboju nowoczesnym w sztafecie, 2005
- Kamil Łuczkiewicz – I miejsce Mistrzostwa Polski juniorów w wersji full contract, 2005
- Mikołaj Czarnecki – trzykrotny medalista Mistrzostw Europy Juniorów – Antwerpia, 2007
- Magdalena Kędracka – finalistka Mistrzostw Polski Seniorów w pływaniu, 2007
- Maciej Majchrowski – brązowy medal w Pucharze Kadetów w boksie, złoty medal na Międzynarodowym Turnieju im. Jerzego Suchodoła
- Iwona Lefanowicz – mistrzyni Polski w pływaniu, reprezentantka kadry Polski na Mistrzostwach Świata w Melbourne
- Wojciech Piotrowicz – reprezentant kraju w rugby